# Cacostola ornata
Cacostola ornata là một loài bọ cánh cứng trong họ Cerambycidae.